# هاشم الرجب
هاشم محمد رجب العبيدي (1921-2003) من مواليد حي الأعظمية في بغداد ، مطرب من أعمدة المقام عراقي تعلم المقام من رشيد القندرجي وعباس الشيخلي وجميل البغدادي وسلمان الموصلي، وسجل بعض العروض للإذاعة العراقية حتى أواخر الستينات, تعلم العزف على السنطور من العازف اليهودي (يوسف حوجي باتاو) قبل ترحيل العازفين اليهود من العراق عام 1951 ، كان الرجب مؤيدًا صريحًا لمدرسة المقام التقليدية، كما كتب أول كتاب موسيقي عن المقام العراقي وحصل على لقب «أول خبير مقام عراقي في القرن العشرين» قبل وقت قصير من وفاته في ديسمبر 2003. كما حذر وزارة الاعلام من أنقراض الكثير من أنواع المقام العراقي.